# Curcuma
Curcuma és un gènere de prop de 80 espècies de la família Zingiberaceae. des del descobriment del gènere Curcuma per Linnaeus en 1753 al voltant de 130 espècies han estat descriptes.

## Taxonomia
- Curcuma aeruginosa Roxb. 1810
- Curcuma albicoma S.Q.Tong 1986
- Curcuma albiflora Thwaites 1861
- Curcuma alismatifolia Gagnep. 1903
- Curcuma amada Roxb. 1810
- Curcuma amarissima Roscoe 1826
- Curcuma angustifolia Roxb. 1810
- Curcuma aromatica Salisb. 1808
- Curcuma attenuata Wall. ex Baker 1890
- Curcuma aurantiaca Zijp 1915
- Curcuma australasica Hook.f. 1867
- Curcuma bakeriana Hemsl. 1892
- Curcuma bicolor Mood i K.Larsen 2001
- Curcuma bhatii (R.M.Sm.) Skornick. i M.Sabu 2005
- Curcuma burttii K.Larsen & R.M.Sm. 1978
- Curcuma caesia Roxb. 1810
- Curcuma ceratotheca K.Schum. 1899
- Curcuma chuanezhu Z.Y.Zhu 1990
- Curcuma chuanhuangjiang Z.Y.Zhu 1990
- Curcuma chuanyujin C.K.Hsieh i H.Zhang 1990
- Curcuma cochinchinensis Gagnep. 1907
- Curcuma codonantha Skornick. 2003
- Curcuma coerulea K.Schum. 1904
- Curcuma colorata Valeton 1918
- Curcuma comosa Roxb. 1810
- Curcuma coriacea Mangaly i M.Sabu (1988 publ. 1989).
- Curcuma decipiens Dalzell 1850
- Curcuma domestica Valeton (1918), sin. Curcuma longa L.
- Curcuma ecalcarata Sivar. i Balach. 1983
- Curcuma euchroma Valeton 1918
- Curcuma ecomata Craib 1912
- Curcuma elata Roxb. 1820
- Curcuma exigua N.Liu 1987
- Curcuma ferruginea Roxb. 1810
- Curcuma flaviflora S.Q.Tong 1986
- Curcuma glans K.Larsen & Mood 2001
- Curcuma gracillima Gagnep. 1903
- Curcuma grandiflora Wall. ex Baker 1892
- Curcuma haritha Mangaly & M.Sabu 1993
- Curcuma harmandii Gagnep. 1907
- Curcuma heyneana Valeton & Zijp 1917
- Curcuma inodora Blatt. (1930 publ. 1931)
- Curcuma karnatakensis Amalraj 1991
- Curcuma kudagensis Velay., Pillai i Amalraj 1990
- Curcuma kwangsiensis S.G. Lee & C.F. Liang (1977).
- Curcuma lanceolata Ridley 1907
- Curcuma larsenii Maknoi i Jenjitt. 2006
- Curcuma latiflora Valeton 1913
- Curcuma latifolia Roscoe 1825
- Curcuma leucorrhiza Roxb. 1810
- Curcuma loerzingii Valeton 1918
- Curcuma longa L. 1753
- Curcuma longispica Valeton 1918
- Curcuma malabarica Velay., Amalraj & Mural. 1990
- Curcuma mangga Valeton & Zijp 1917
- Curcuma meraukensis Valeton 1913
- Curcuma mutabilis Skornick., M.Sabu & Prasanthk. 2004
- Curcuma neilgherrensis Wight 1853
- Curcuma nilamburensis Velay. et al. 1994
- Curcuma oligantha Trimen 1885
- Curcuma ornata Wall. ex Baker 1890
- Curcuma parviflora Wall. 1830
- Curcuma parvula Gage 1905
- Curcuma peethapushpa Sasidh. & Sivar. (1988 publ. 1989)
- Curcuma petiolata Roxb. 1820
- Curcuma phaeocaulis Valeton 1918
- Curcuma pierreana Gagnep. 1907
- Curcuma plicata Wall. ex Baker 1890
- Curcuma porphyrotaenia Zipp. ex Span. 1841
- Curcuma prakasha S.Tripathi (2001 publ. 2002)
- Curcuma pseudomontana J.Graham 1839
- Curcuma purpurascens Blume 1827
- Curcuma purpurea Blatt. (1930 publ. 1931)
- Curcuma raktakanta Mangaly & M.Sabu (1988 publ. 1989)
- Curcuma reclinata Roxb. 1810
- Curcuma rhabdota Sirirugsa i M.F.Newman 2000
- Curcuma rhomba Mood & K.Larsen 2001
- Curcuma roscoeana Wall. 1829
- Curcuma rubescens Roxb. 1810
- Curcuma rubrobracteata Skornick., M.Sabu & Prasanthk. 2003
- Curcuma sattayasaii Chaveer. i Sudmoon 2008
- Curcuma sichuanensis X.X.Chen 1984
- Curcuma singularis Gagnep. 1907
- Curcuma sparganiifolia Gagnep. 1903
- Curcuma stenochila Gagnep. 1903
- Curcuma strobilifera Wall. ex Baker 1890
- Curcuma sulcata Haines 1923
- Curcuma sumatrana Miq. 1861
- Curcuma sylvatica Valeton 1918
- Curcuma thalakaveriensis Velay. et al. 1991
- Curcuma thorelii Gagnep. 1907
- Curcuma trichosantha Gagnep. 1907
- Curcuma vamana M. Sabu & Mangaly (1987 publ. 1988)
- Curcuma vellanikkarensis Velay. et al. 1994
- Curcuma wenyujin Y.H.Chen i C.Ling 1981
- Curcuma wenchowensis Y.H.Chen & C.Ling 1975
- Curcuma xanthorrhiza Roxb. 1820 : temu lawak
- Curcuma yunnanensis N.Liu i S.J.Chen 1987
- Curcuma zedoaria (Christm.) Roscoe 1807
- Curcuma zedoaroides Chaveer. i T.Tanee 2008